# Roland Tchenio
Roland Tchenio, né le 2 février 1944 dans le 4e arrondissement de Lyon, est un chef d'entreprise français. De 1982 à 2017, il dirige le groupe Toupargel avec son frère Maurice Tchenio.

## Parcours professionnel
Diplômé d’HEC et de la Harvard Business School, Roland Tchenio commence sa carrière chez British Petroleum, puis comme directeur commercial de la division gaz du groupe Schlumberger et PDG de filiales dans diverses sociétés du groupe Chargeurs.
En 1982, il rachète Toupargel spécialisé dans la livraison à domicile de produits surgelés aux particuliers. Il dirige l'entreprise avec son frère avant de céder les rênes à son neveu Romain Tchénio en 2017.

## Œuvres caritatives
Roland Tchenio soutient la fondation Alphaomega qui œuvre en faveur d’entreprises à caractère social.

## Famille
- Il est l'oncle de Romain Tchénio.